# 大托駅
大托駅（だいたくえき）は、中華人民共和国湖南省長沙市天心区にある1号線の駅である。

## 駅構造
- 1号線：島式ホーム1面

## 駅周辺
- 先鋒文化公園
- 湘府中学
- 中建芙蓉嘉苑[2]